# (6094) Hisako
(6094) Hisako est un astéroïde de la ceinture principale.

## Description
(6094) Hisako est un astéroïde de la ceinture principale. Il fut découvert le 10 novembre 1990 à Okutama par Tsutomu Hioki et Shuji Hayakawa. Il présente une orbite caractérisée par un demi-grand axe de 2,64 UA, une excentricité de 0,14 et une inclinaison de 12,1° par rapport à l'écliptique.

## Compléments